# Crossothamnus
Crossothamnus är ett släkte av korgblommiga växter. Crossothamnus ingår i familjen korgblommiga växter.
Kladogram enligt Catalogue of Life:
| Crossothamnus | \| \| Crossothamnus gentryi \| \| \| \| \| \| Crossothamnus killipii \| \| \| \| \| \| Crossothamnus pascoanus \| \| \| \| \| \| Crossothamnus weberbaueri \| \| \| \| |
|               | \| \| Crossothamnus gentryi \| \| \| \| \| \| Crossothamnus killipii \| \| \| \| \| \| Crossothamnus pascoanus \| \| \| \| \| \| Crossothamnus weberbaueri \| \| \| \| |
|               | Crossothamnus gentryi |
|               | |
|               | Crossothamnus killipii |
|               | |
|               | Crossothamnus pascoanus |
|               | |
|               | Crossothamnus weberbaueri |
|               | |